# Brevet de technicien supérieur - Responsable de l'hébergement à référentiel commun européen
Le brevet de technicien supérieur - responsable de l'hébergement à référentiel commun européen est un diplôme ayant vocation de former des personnes capables de gérer l'hébergement d'une structure. Il met l'accent sur le domaine professionnel et les langues.

## Accès
En France, l'accès est réservé au titulaire d'un bac technologique hôtellerie. Les autres bacheliers doivent passer par une classe de mise à niveau en hôtellerie.

## L'enseignement
La France a choisi d'en faire un BTS. Ce diplôme comporte 8 axes :
- 2 en gestion de l'hébergement (dont un en langues étrangères) (9 h)
- Mercatique et technique de commercialisation (3 à 4 h)
- Droit appliqué a l'hébergement (1 à 2 h)
- Langues vivantes (5 h + 4 h)
- Gestion et technique des ressources humaines (1 à 3 h)
- Organisation et gestion administrative et comptable (3 h)
- Communication (3 h)
- Options facultatives : LV3 (3 h)/ module régional (3 h)

Soit entre 30 et 33 h de cours.

### Stage
Des stages d'une durée totale de 16 à 18 semaines sont obligatoires dont 14 dans un pays européen dont la langue maternelle est différente de la langue dans laquelle est effectué la formation. Deux périodes de deux semaines devant être effectuées dans des domaines différents (social, loisir, médical...).

## Examen
Chaque axe est évalué au moins une fois.

### Épreuves écrites
- Analyses et résolutions de problèmes professionnels en trois langues vivantes (4 h / coefficient 5)
- Étude économique juridique commerciale et de gestion d'un établissement d'hébergement (3 h / coefficient 3)

### Épreuves orales
- Projet professionnel en deux langues vivantes (50 min / coefficient 3)
- Mercatique et culture commerciale (30 min + 30 min / coefficient 2)
- Épreuves facultative LV3 / module régional d'approfondissement professionnel

### Épreuves pratiques et orales
- Management d'activités d'hébergement en trois langues (30 min + 1 h / coefficient 4)
- Mission d'hébergements appliquées en deux langues vivantes (15 + 45 min / coefficient 3)

## Particularité
Ce BTS a la particularité d'être européen. En effet il a été rédigé par 9 pays européens :
- La Belgique
- L'Espagne
- La France
- L'Italie
- La Grèce
- La Hongrie
- Les Pays-Bas
- La République tchèque
- Le Royaume-Uni

La Commission européenne y a aussi participé ainsi que quelques pays observateurs tel que l'Allemagne, le Danemark, l'Irlande et le Luxembourg.
Il a donc les compétences et la reconnaissance de son diplôme à travers l'Europe qui lui permettent d'exercer son métier dans un autre pays européen.